# Mascarenhasia rubra
Mascarenhasia rubra là một loài thực vật có hoa trong họ La bố ma. Loài này được Jum. & H.Perrier mô tả khoa học đầu tiên năm 1918.